# 桃園街

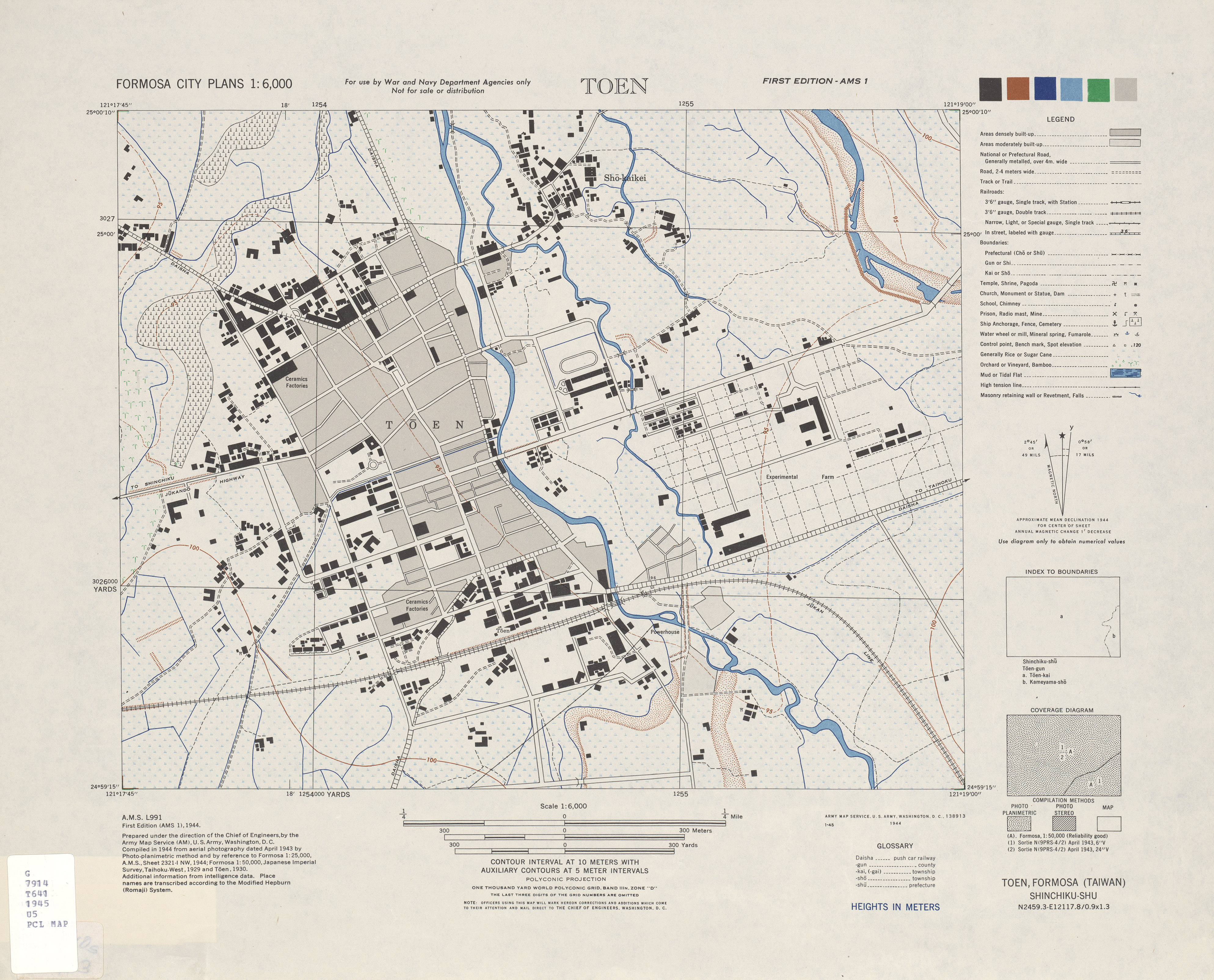
日治末期桃園街市區地圖

桃園街為台灣日治時期大正九年（1920年）至昭和二十年（1945年）間存在之行政區，隸屬新竹州桃園郡，亦為桃園郡的行政中心，今桃園市桃園區。

## 行政區劃

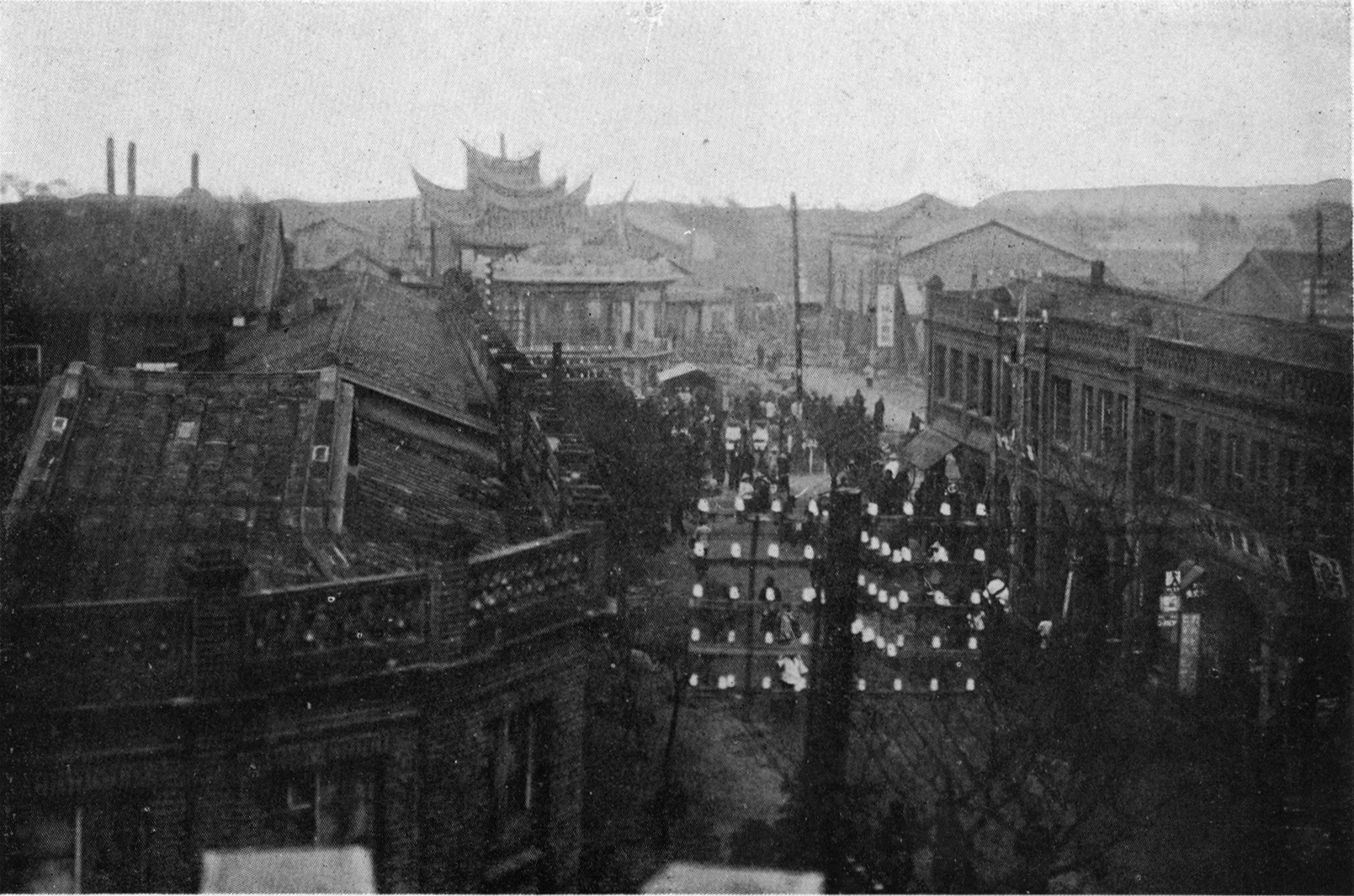
桃園街是新竹州第二大都市，作為茶的中心地佔了全台灣七成的產額。

桃園街在臺灣日治時期行政區劃的十二廳時期原屬桃澗堡之桃園街、大樹林庄、小檜溪庄、大檜溪庄、水汴頭庄、埔仔庄、中路庄、崁仔腳庄等8街庄。1920年10月，上述8街庄合併為「桃園街」，轄域內分為桃園、大樹林、大檜溪、小檜溪、水汴頭、埔子、中路、崁子脚八個大字。
- 桃園大字下有「武陵」、「公館頭」、「中南」、「長美」小字名
- 埔子大字下有「埔子」、「北門埔子」、「八角店子」小字名
- 水汴頭大字下有「水汴頭」、「下埔子」小字名

## 仕紳
- 有位帶勳者：樋口憲、松尾繁治、青木行清、本山直枝、內田芳雄、簡朗山、野口勇、宮川法船、日原清房、佐伯實、遠藤彥太、石原彪、小川英秀、相澤卯三郎、東樹次郎、山內種雄、關谷德春、森本辰喜、岸藤次郎、阿部安、三反園長左衛門、椎原貞義、荒卷慶三、平山哲太郎、石井祖一、堀籠竹治、葛西諦住、白山三吉、松本豐、栗山英太郎、赤崎義雄、鹿住陟倫、村岡哲四郎、二宮德次郎、木原榮三、大庭光藏

- 有紳章者：簡朗山、劉清奇、簡揖、黃全發、黃玉書、鄭永南[1]

## 交通
- 桃園車站
- 桃園軌道株式會社

## 教育

### 中等教育
- 新竹州立桃園農業學校（1938年）（今國立桃園高級農工職業學校）
- 新竹州立桃園家政女子學校（1941年）→新竹州立桃園農業實踐學校（1944年）（今國立桃園高級中學）

### 初等教育
- 臺北國語傳習所桃仔園分教場（1897年）→桃仔園公學校（1898年）→桃園公學校（1905年）→桃園第一公學校（1934年）→武陵國民學校（1941年）（今桃園市桃園區桃園國民小學）
- 桃仔園小學校（1902年）→桃園尋常高等小學校（1905年）→桃園國民學校（1941年）（戰後廢校，原址今統領百貨桃園店）
- 桃園公學校埔子分教場（1923年）→埔子公學校（1928年）→星岡國民學校（1941年）（今桃園市桃園區中埔國民小學）
- 桃園第二公學校（1934年）→春日國民學校（1941年）（今桃園市桃園區東門國民小學）

## 設施
- 桃園郡役所舊桃園廳舍，之後修建為桃園郡役所

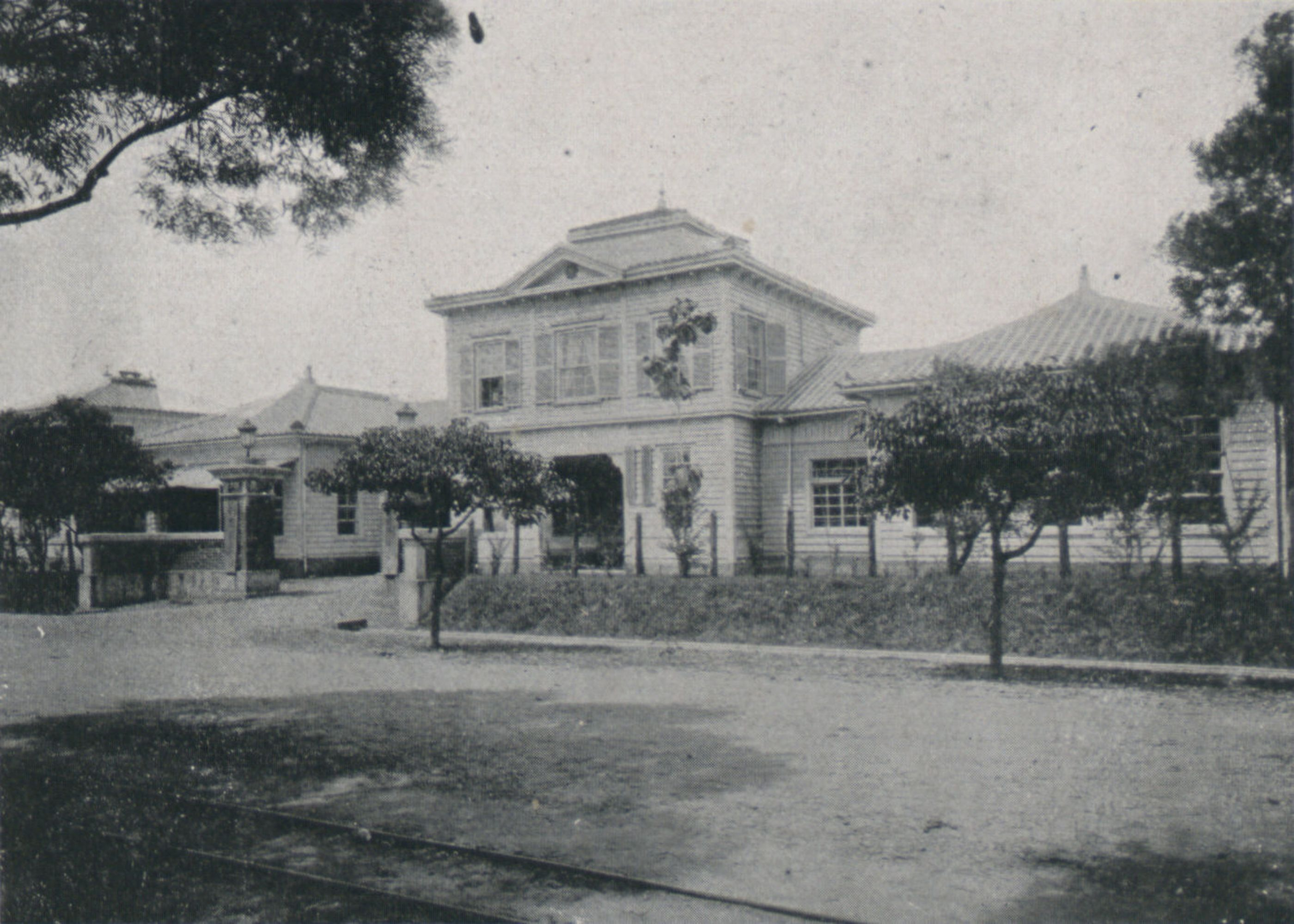
舊桃園廳舍，之後修建為桃園郡役所

- 桃園街役場(今遠東百貨)桃園街役場
- 桃園稅務出張所
- 臺北地方法院桃園出張所
- 桃園水利組合
- 臺灣總督府米穀檢查所桃園出張所
- 桃園農業倉庫
- 桃園郵便局
- 新竹州知事官房調停課桃園分室
- 臺灣合同電器株式會社桃園營業所
- 臺灣銀行桃園支店
- 臺灣商工銀行桃園支店
- 彰化銀行桃園支店
- 桃園水道
- 桃園消費市場（1931年遷至現址）

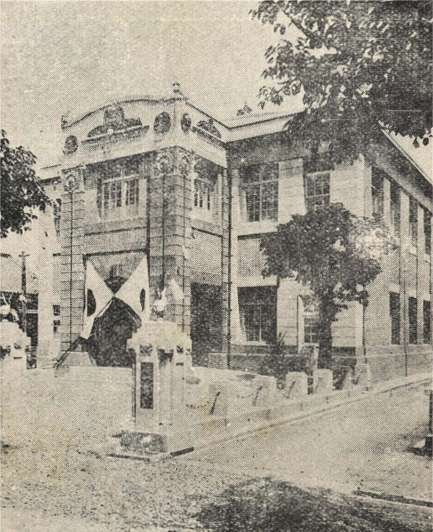
桃園街役場

- 桃園街圖書館（1911年設立，原稱桃園文庫）
- 桃園街運動場（1922年設立）
- 桃園街公設浴場
- 桃園街水泳場（1928年設立）
- 昭和御大典記念館（1930年完工）
- 桃園街火葬場
- 桃園避病舍[1]

### 名勝舊跡
- 北白川宮能久親王御遺蹟地桃仔園御舍營所址、御休憩所址

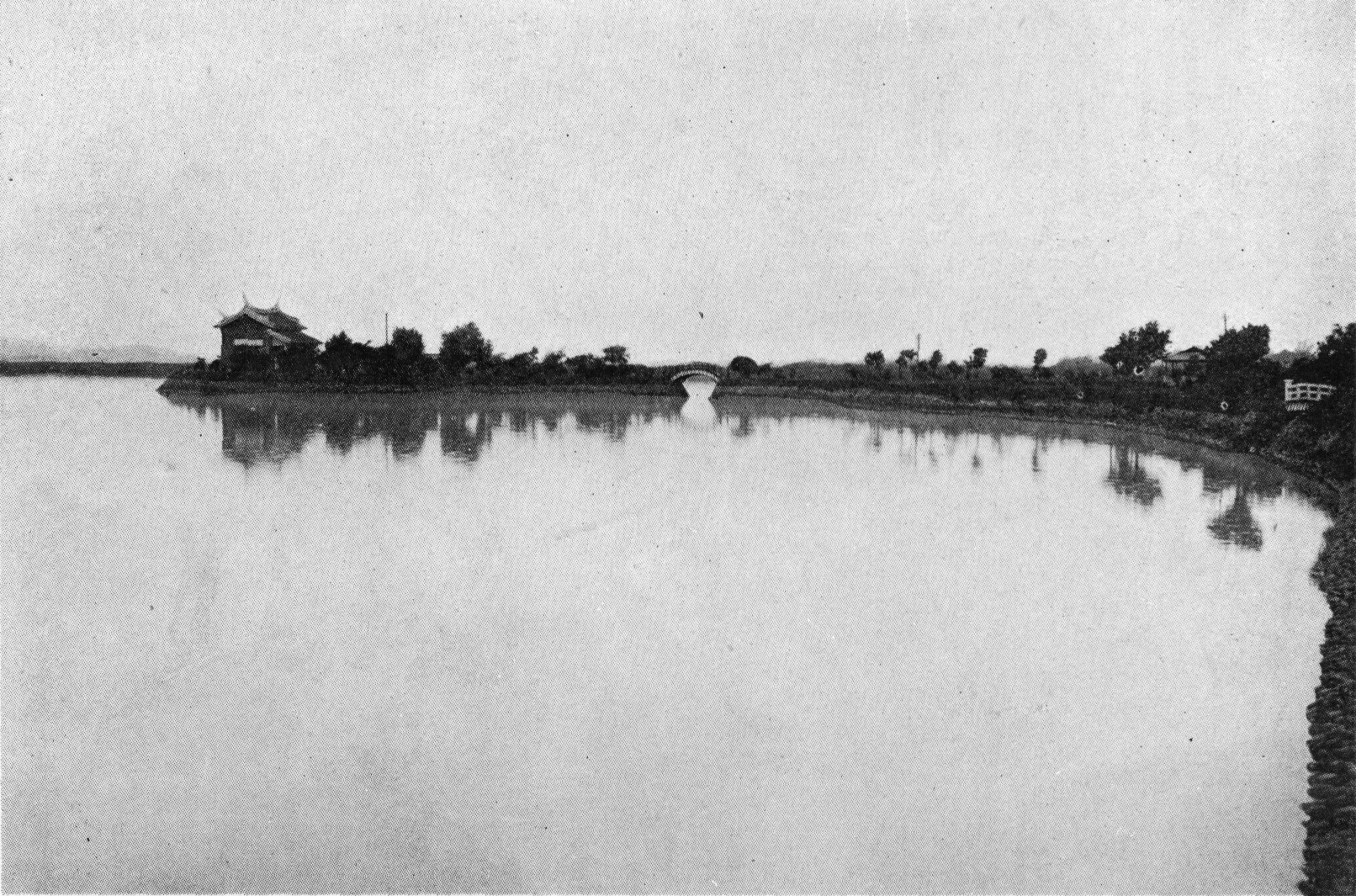
桃園辨天池位於桃園停車場(車站)往東南約1.4公里處

- 辨天池遊園地桃園辨天池位於桃園停車場(車站)往東南約1.4公里處

## 宗教

### 臺灣民間信仰
| 寺廟名稱 | 建立時間             | 主祀神祇       | 地址           |
| -------- | -------------------- | -------------- | -------------- |
| 景福宮   | 乾隆十年(1745年)     | 開漳聖王       | 中正路208號    |
| 西廟     | 嘉慶二十五年(1820年) | 觀音佛祖       | 中山路220號    |
| 武廟     | 道光二十一年(1841年) | 關聖帝君       | 民生路167號    |
| 文昌宮   | 同治六年(1867年)     | 孔子、文昌帝君 | 民權路69巷1號  |
| 鴻撫宮   | 光緒六年(1880年)     | 保安廣澤尊王   | 鴻撫街3巷1號   |
| 鎮撫宮   | 光緒十四年(1888年)   | 郭聖王公媽     | 鎮撫街43號     |
| 慈護宮   | 明治三十年(1897年)   | 天上聖母       | 復興路257號    |
| 宋天宮   | 明治四十年(1907年)   | 楊六使公       | 桃鶯路87巷52號 |
| 福元宮   | 大正四年(1915年)     | 保安尊王       | 福元街246號    |

### 佛教

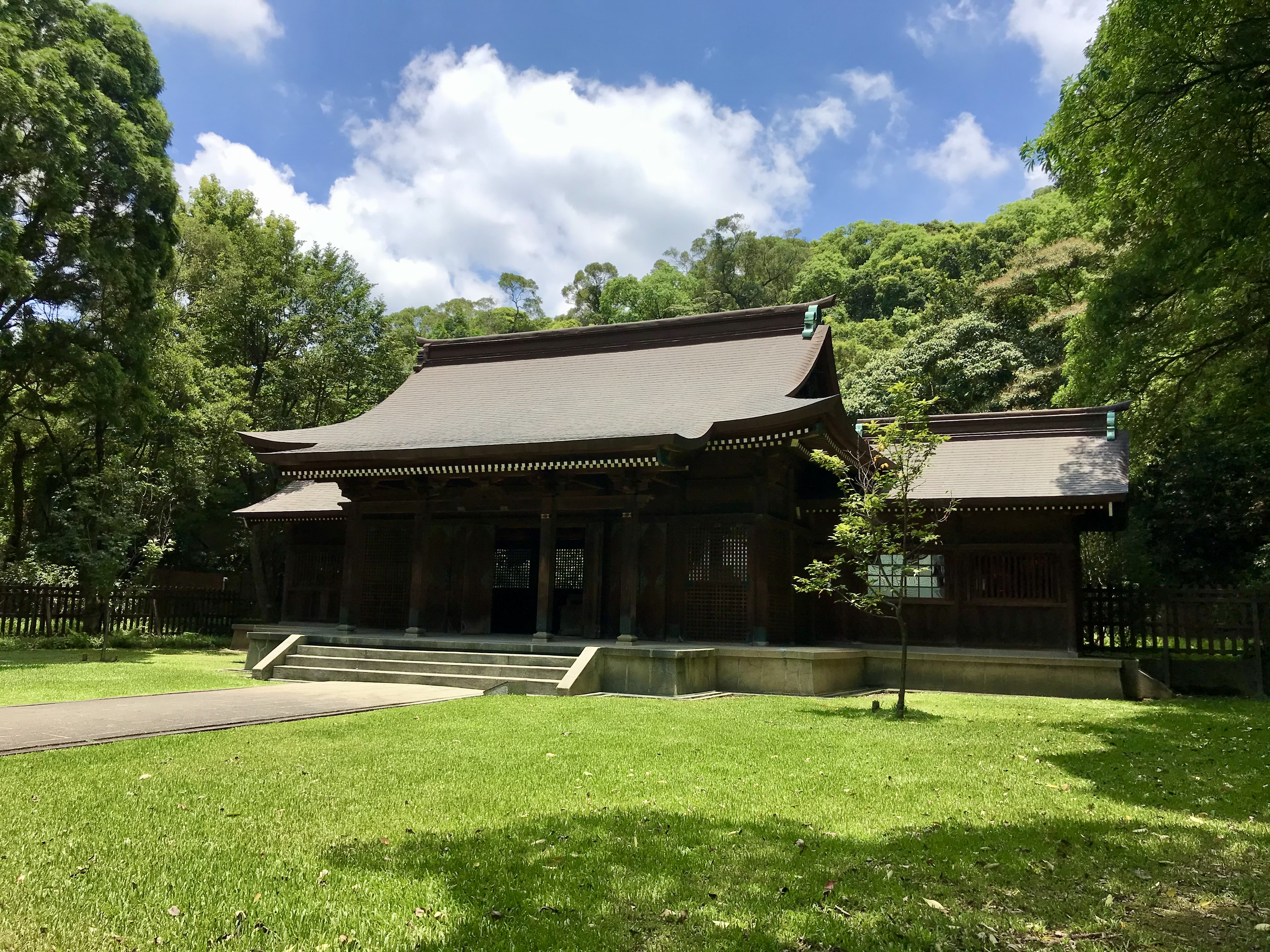
桃園神社拜殿斜照

| 寺廟名稱           | 建立時間             | 主祀神祇   | 地址             |
| ------------------ | -------------------- | ---------- | ---------------- |
| 鴻福巖（今鴻福寺） | 乾隆十六年（1751年） | 西方三聖   | 民生路231號      |
| 鳳山嚴觀音寺       | 大正十七年（1928年） | 觀世音菩薩 | 鹽庫街154巷190號 |

### 神道
| 寺廟名稱                   | 建立時間             | 主祀神祇 | 地址        |
| -------------------------- | -------------------- | -------- | ----------- |
| 桃園神社（今桃園市忠烈祠） | 昭和十三年（1938年） | 開拓三神 | 成功路200號 |

1. 1 2  內田芳雄. . 1933-07-03.